# Galactica (achtbaan)
Galactica, voorheen Air, is een vliegende achtbaan in het Britse attractiepark Alton Towers. Air is gebouwd in 2002 door Bolliger & Mabillard. De achtbaan staat in de Forbidden Valley naast Nemesis, een andere populaire achtbaan in Alton Towers. Air is 20 meter hoog, 840 meter lang en de rit duurt 1 minuut en 40 seconden.

## Elementen
Air bevat twee maal een flip van vlieg− naar lighouding en van lig− naar vlieghouding, ook bevat Air een In-line Twist.

## Treinen

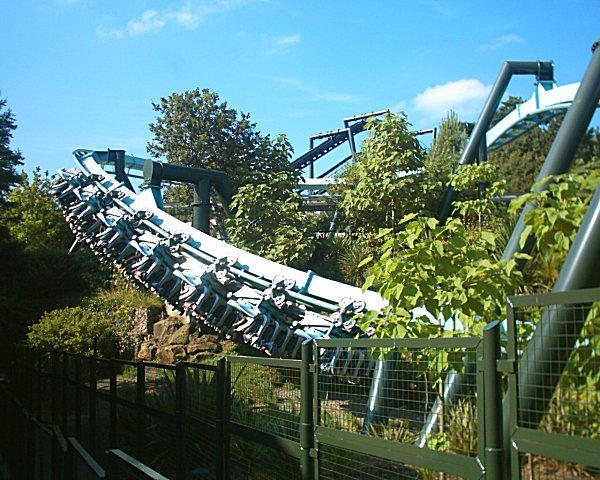
Air

Er zijn 3 treinen met 7 karretjes per trein. Je zit met zijn vieren naast elkaar waardoor het het totaal komt op 28 personen per rit.

## Air wordt Galactica
Tot en met 2015 droeg de achtbaan de naam Air. Sinds 2016 heet de achtbaan Galactica en wordt er gebruikgemaakt van VR-brillen. In het nieuwe thema gaan passagiers een verkenningsreis maken door verschillende dimensies en landschappen. Passagiers mogen er ook voor kiezen de baan zonder virtual reality te doen. In 2019 stopte het park met het aanbieden van virtual reality op de achtbaan.